# Prosthechea fragrans
Prosthechea fragrans, llamada vulgarmente flor de garrapata, es una orquídea epífita. Se distribuye por el sur de México y América tropical, el Caribe y las Antillas.

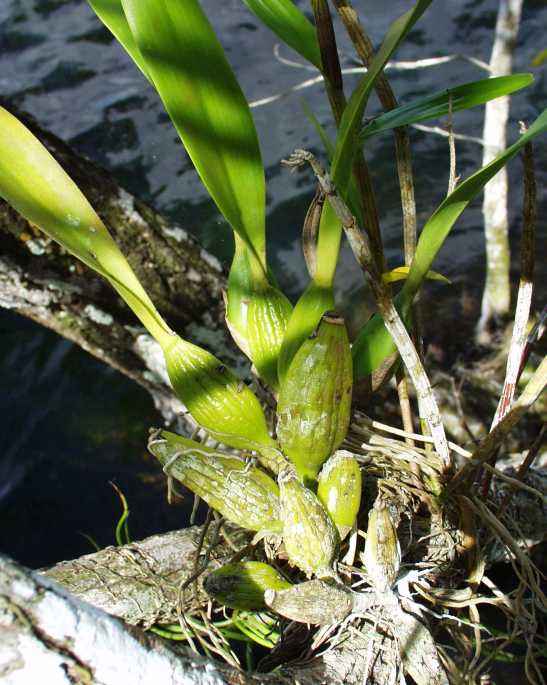
Pseudobulbos

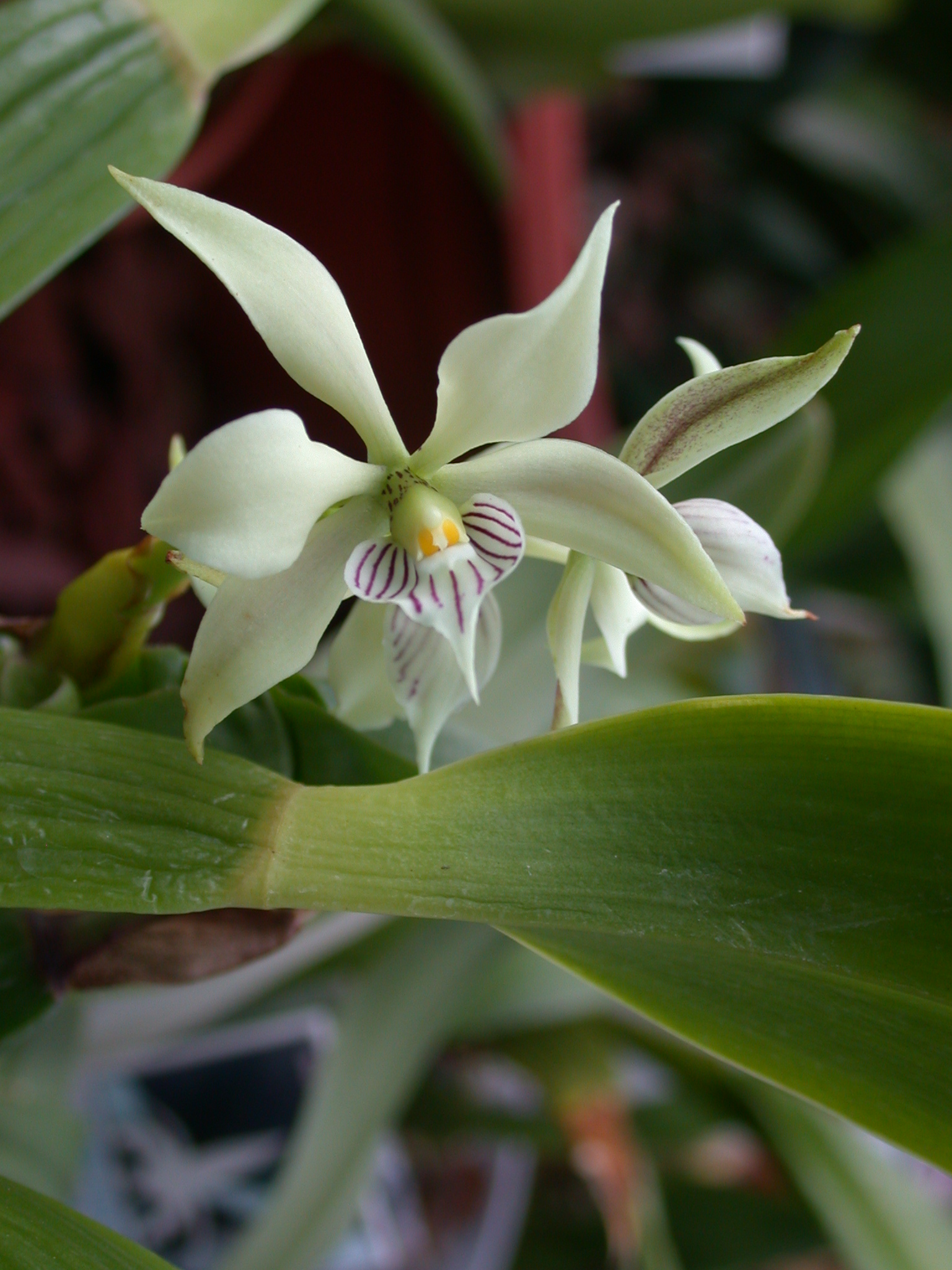
En Flor

## Descripción
Es una orquídea de tamaño medio, con hábitos de epifita con pseudobulbo cilíndrico a fusiforme, estrecho  ovoide  con brácteas basales que se vuelven como de papel con la edad y una hoja individual, coriácea, oblonga a ligulada estrechamente elíptico-lanceolada y obtusa. Florece sobre todo en el invierno y la primavera, pero es posible en todas las estaciones con una planta bien crecida, en una inflorescencia apical racemosa, erecta, de 10 cm de longitud con 3 a 10 flores,  más corta que las hojas y que surge en un recién madurado pseudobulbo subtendido por una gran bráctea basal y es muy fragante (con olor a miel y vainilla).

## Distribución y hábitat
Se encuentra en Jamaica en las montañas centrales del oeste más frías y también en México, Guatemala, Honduras, Nicaragua, Costa Rica, Panamá, Cuba, República Dominicana, Haití, Trinidad y Tobago, Islas de Barlovento, en la Guayana Francesa, Surinam, Guyana, Venezuela, Colombia, Ecuador, Perú, Bolivia y Brasil. Habita los bosques tropicales de tierras bajas y los bosques montanos de hasta 2.000 metros de altitud.   

## Estado de conservación
Actualmente esta especie nativa de México se encuentra protegida del Comercio Internacional a través de la Convención CITES (Apéndice II).[cita requerida]

## Nombres comunes
- Flor de garrapata, Garrapata.[3]

## Taxonomía
Prosthechea fragrans fue descrito por (Sw.) W.E.Higgins y publicado en Phytologia 82(5): 377. 1997[1998].
Etimología
Prosthechea: nombre genérico que deriva de las palabras griegas: prostheke (apéndice), en referencia al apéndice en la parte posterior de la columna.
fragrans: epíteto latíno que significa "fragante".
Sinonimia
- Anacheilium fragrans (Sw.) Acuña
- Encyclia fragrans (Sw.) Dressler
- Epidendrum chimborazoensis Schltr.
- Epidendrum cochleatum Curtis
- Epidendrum fragrans Sw.
- Epidendrum fragrans var. ionoleucum (Hoffmanns. ex Rchb.f.) Barb.Rodr.
- Epidendrum fragrans var. ionoleucum Hoffmanns.
- Epidendrum fragrans var. magnum Stein
- Epidendrum fragrans var. pachypus Schltr.
- Epidendrum ionoleucum Hoffmanns. ex Rchb.f.
- Epidendrum lineatum Salisb.
- Epidendrum vaginatum Sessé & Moc.[6][1]